# Desmaria
Desmaria é um género botânico pertencente à família Loranthaceae.